# Jean Pezon
Jean André Pezon (10 mars 1898 à Saint-Pierre-le-Moûtier - 24 août 1980 à Vallauris) est un militaire et as de l'aviation français de la Première Guerre mondiale, au cours de laquelle il remporte dix victoires aériennes homologuées. Il servira la France pendant la Seconde Guerre mondiale.

## Première Guerre mondiale
Pezon s'engage pour faire son service militaire comme volontaire, le 4 septembre 1915, alors qu'il n'a que 17 ans. Il est engagé dans différentes unités d'artillerie, jusqu'à ce qu'il soit envoyé suivre une formation de pilote militaire, à Dijon, le 27 février 1917. Le 12 mars, il est envoyé à Étampes. Le 22 mai 1917, il reçoit le brevet de pilote militaire no 6485. Le 7 août, il est promu au grade de brigadier et envoyé à Avord et à Pau pour y suivre une formation complémentaire.
Le 1er janvier 1918, Pezon intègre l'Escadrille 90 comme pilote de SPAD. Le 16 mars, il est promu au grade de maréchal-des-logis. Le 17 mai 1918, il remporte sa première victoire aérienne en abattant un ballon d'observation allemand, faisant équipe avec Jean-Paul Ambrogi, au-dessus de Juville. Sa coopération avec Ambrogi, Maurice Bizot, Charles Macé, et d'autres pilotes français permet à Pezon de porter son nombre de victoires sur des ballons d'observation à neuf, le 29 octobre 1918. Il remporte également un combat sur un biplace de reconnaissance allemand.
En récompense de ses succès, Pezon est promu adjudant le 25 juin 1918. Il reçoit la Médaille militaire le 5 octobre, en plus de la Croix de Guerre avec cinq palmes et deux étoiles de bronze.

## Entre-deux-guerres
Jean Pezon, en tant qu'engagé volontaire, va rester quelque temps dans l'armée d'active après l'armistice. Le 22 juin 1919, ayant été cité à l'ordre de l'armée britannique, il est fait Chevalier de la Légion d'honneur. Le 16 août, il est promu au grade de sous-lieutenant. Deux ans plus tard, il sera promu lieutenant.
Il quitte l'armée d'active en 1922 pour s'installer à Conakry en Guinée où il devient directeur d'une plantation.
En 1936, il est fait Officier de la Légion d'honneur, et le 14 juillet 1937, il est promu au grade de capitaine, au sein de la réserve.

## Seconde Guerre mondiale
Quand survient la seconde guerre mondiale, Jean Pézon est mobilisé avec son grade de capitaine de réserve et va se retrouver affecté à Thiès, près de Dakar, où le colonel Georges Pelletier-Doisy, chef de l’aviation de l’Afrique Orientale Française, va lui confier le commandement de l’escadrille coloniale n°2 sur Potez 25 à bord desquels il va faire des vols de patrouille maritime pour surveiller la présence de sous-marins ennemis. Le 17 mai 1940, il est envoyé sur ordre en métropole mais se trouve bloqué au Maroc par l’armistice, où il est démobilisé. Il va alors sur place prendre contact avec les premiers cercles gaullistes qu’il va animer en Guinée. Après que l’AOF se soit ralliée aux alliés, il obtient d’être rappelé dans l’armée de l’air en février 1944 et sert d’abord en AOF comme officier de liaison auprès des armées anglo-américaines, puis au mois de mai passe au Maroc où, promu commandant de réserve, il va servir à un poste administratif en étant nommé commandant adjoint de la base d’Alger en septembre. Au mois de novembre 1944, il est nommé à la tête de la Compagnie de Révision et de Réparation (CRR) n°86, une petite unité technique qui est envoyée participer à la campagne d’Alsace à partir du 19 mars 1945. 
Démobilisé peu après la fin des combats, il va retourner dans sa plantation en Guinée. Le 1er février 1952, il reçoit sa dernière promotion et accède au grade de lieutenant-colonel. Le 31 décembre 1952, il est fait Commandeur de la Légion d'honneur. Il est également Officier de l'ordre du Nichan-Iftikhar tunisien.
Expulsé de Guinée à l'indépendance, il s'installe en France sur la côte d’Azur à Vallauris Golfe Juan (près d’Antibes), où il est décédé le 24 août 1980.

## Ouvrages
- (en) Norman L. R. Franks et Frank W. Bailey, Over the front : a complete record of the fighter aces and units of the United States and French Air Services, 1914-1918, Londres, Grub Street, 1992, 228 p. (ISBN 978-0-948817-54-0 et 0-948-81754-2, lire en ligne).